# Marang Molosiwa
Marang Rami Molosiwa es una actriz botsuana.

## Biografía
Molosiwa proviene de la zona de Serowe Palapye y se crio en Gaborone. Actúa desde 2002 y culminó su educación en teatro en la Universidad de Pretoria en 2013 aunque otras fuentes dicen que es egresada de la Universidad del Witwatersrand.

## Carrera
Obtuvo reconocimiento siendo presentadora del programa de televisión infantil "Mantlwaneng". Mantlwaneng fue un programa líder en una incipiente televisión de Botsuana y ella fue una de sus estrellas infantiles, junto a Rea Kopi, Phenyo Mogampane y StaXx.
En agosto y septiembre de 2015 participó en una obra presentada en el Artscape Theatre Center.
En 2020 fue elegida para unirse a la serie de televisión multinacional MTV Shuga, una serie de entretenimiento educativo sobre el VIH. Interpretó a Bokang, una compañera de clase del personaje Dineo que, según la historia, va a Sudáfrica para su educación y luego regresa a Botsuana.
MTV Shuga se transformó en una miniserie titulada MTV Shuga Alone Together que destaca los problemas del Coronavirus el 20 de abril de 2020. El programa fue escrito por Tunde Aladese y Nkiru Njoku y se transmitió durante 70 noches; entre sus patrocinadores se encuentran las Naciones Unidas. La filmación, maquillaje e iluminación fue realizada por los actores que incluyen a Lerato Walaza, Mohau Cele y Jemima Osunde. Ella fue la única actriz de Botsuana en el elenco.

## Vida personal
En mayo de 2020, anunció que ella y su pareja desde hace cuatro años, el futbolista retirado Dipsy Selolwane, serían padres. Este fue el segundo hijo de Selolwane. La pareja se casó en 2021.